# Оравці
Оравці (словац. Oravce) — село в Банськобистрицькому окрузі Банськобистрицького краю Словаччини. Перша письмова згадка про село датується 1557 роком.

## Населення
| Рік:            | 1994. | 2004.    | 2014.   | 2024.   |
| --------------- | ----- | -------- | ------- | ------- |
| Кількість осіб: | 137   | 178      | 183     | 185     |
| Різниця:        |       | +29,92 % | +2,80 % | +1,09 % |

| Рік:            | 2023. | 2024.   |
| --------------- | ----- | ------- |
| Кількість осіб: | 182   | 185     |
| Різниця:        |       | +1,64 % |

Етнічний склад населення станом на 2001 рік: словаки — 100 %.
Станом на 31 грудня 2010 року в селі проживала 184 особи, з них 83 чоловіків та 101 жінка.